# 夕霧 (吹雪型駆逐艦)
夕霧（ゆうぎり / ゆふぎり）は、日本海軍の駆逐艦。吹雪型駆逐艦の14番艦（特II型の4番艦）である。
この名を持つ日本海軍の艦船としては東雲型駆逐艦の「夕霧」に続いて2隻目。

## 概要
日本海軍が舞鶴工作部（当時）で建造した吹雪型駆逐艦。建造に電気溶接を用いた最初期の艦艇である。
1930年（昭和5年）12月に竣工した。当時の所属は第8駆逐隊であった。
1935年（昭和10年）9月26日、大演習のために臨時編成された第四艦隊が台風の被害を受け遭難する。中でも当時最新鋭であった「夕霧」と「初雪」は主砲より前が切断されるという損害を被った。この事件は友鶴事件と共に、その後の日本の艦船設計に大きな影響を与えた。(第四艦隊事件を参照)。
1939年（昭和14年）11月1日、従来の第8駆逐隊は第20駆逐隊に改称した。
太平洋戦争開戦時、吹雪型4隻（朝霧、天霧、夕霧、狭霧）は引き続き第三水雷戦隊麾下の第20駆逐隊を編制しており、馬来部隊に所属してマレー作戦に従事した。第20駆逐隊は馬来部隊所属の各部隊・各艦と共にエンドウ沖海戦、シンガポール方面作戦、スマトラ上陸作戦、アンダマン諸島攻略に従事した。
同年3月10日、前年末に沈没した姉妹艦「狭霧」にかわって駆逐艦「白雲」が第20駆逐隊に編入された。20駆は定数4隻で4月上旬のベンガル湾機動作戦、6月のミッドウェー作戦（戦艦部隊護衛）、7月下旬のＢ作戦に従事した。
ガダルカナル島攻防戦にともない第三水雷戦隊は日本陸軍の川口支隊をガダルカナル島に緊急輸送することになった。8月28日、第20駆逐隊はサンタイサベル島付近でヘンダーソン飛行場から飛来した急降下爆撃機の空襲を受け、「朝霧」沈没、「夕霧」と「白雲」大破という損害を受けた。「夕霧」は呉海軍工廠で修理をおこない、第20駆逐隊は解隊された。
修理後の1943年（昭和18年）1月16日付で第八艦隊に編入され、ソロモン諸島に進出した。1943年（昭和18年）2月25日、霧級2隻（夕霧、天霧）は第11駆逐隊に編入された。5月16日、「夕霧」は米潜水艦「グレイバック」の雷撃により損傷し、内地に戻った。8月上旬より呉で修理をおこなった。11月上旬、修理を終えて呉を出撃し、ラバウルに進出する。11月24日、ブカ島輸送作戦に従事中の日本軍輸送部隊はアーレイ・バーク大佐が指揮する第23駆逐戦隊の奇襲攻撃を受け、「夕霧」と僚艦2隻が沈没した（セント・ジョージ岬沖海戦）。

## 艦歴

### 太平洋戦争以前
舞鶴要港部工作部で建造。
1928年（昭和3年）12月11日、日本海軍は建造予定の駆逐艦を「夕霧」と命名する。同日付で、吹雪型駆逐艦（一等駆逐艦）に類別した。1929年（昭和4年）4月1日、起工した。日本海軍において、電気溶接を採用した最初期の艦艇である。
1930年（昭和5年）5月12日、進水した。塗装には、牡蠣の付着を防止する新式塗料が用いられた。
8月9日、夕霧艤装員事務所は事務を開始する。
12月2日、夕霧艤装員事務所は撤去された。
12月3日、竣工する。同日付で、第8駆逐隊に編入された。
1931年（昭和6年）1月31日、竣工した駆逐艦「狭霧」が第8駆逐隊に編入され、8駆は吹雪型4隻（天霧、朝霧、夕霧、狭霧）を揃えた。6月11日、欧米旅行を終えた高松宮宣仁親王と喜久子后が貨客船「秩父丸」で横浜港に到着し、その際に軽巡「木曾」と第8駆逐隊の4隻は館山冲まで「秩父丸」を出迎えた。
1932年（昭和7年）、第一次上海事変において長江水域の作戦に参加。5月19日、「狭霧」は新編の第10駆逐隊に転出した。第8駆逐隊は吹雪型3隻（天霧、朝霧、夕霧）で行動することになった。
1935年（昭和10年）9月26日、三陸沖で演習中の連合艦隊は台風に遭遇して各艦は損害をうけた。このうち「夕霧」と「初雪」は艦首切断という損傷を受けた。艦長は「国会議事堂のような大きさの三角波に幾度か遭遇し、艦首をもぎとられた」と報告している。「夕霧」と「初雪」は曳航されて大湊工作部に退避し、同地で応急修理をおこなった。その後、「夕霧」をふくめ損傷各艦は舞鶴工作部で修理工事を行った。性能改善と設計方針見直しのため、舞鶴工作部で建造中の駆逐艦「海風」は一時工事中止に至った。この間の10月24日付で、「夕霧」は第8駆逐隊から除かれた。
1936年（昭和11年）11月中旬、横須賀鎮守府に夕霧犠牲者36名の記念碑が建立され、除幕式が開かれた。12月1日、「夕霧」は第8駆逐隊に復帰した。日中戦争に際しては1937年（昭和12年）以降、上海、杭州湾上陸作戦、華南沿岸での諸作戦、北部仏印進駐作戦に参加。
1939年（昭和14年）11月1日、日本海軍は駆逐隊の名称を変更する。朝潮型駆逐艦4隻で編制されていた第25駆逐隊を第8駆逐隊と改名する。吹雪型3隻（朝霧、夕霧、天霧）の第8駆逐隊は第20駆逐隊に改称した。
1940年（昭和15年）5月1日、日本海軍は第一艦隊麾下に第三水雷戦隊を新編した。8月1日、「狭霧」が第20駆逐隊に編入され、20駆は吹雪型4隻（朝霧、夕霧、天霧、狭霧）となった。
同年9月、第三水雷戦隊は北部仏印進駐にともなう陸軍輸送船団護衛任務に従事した。
1941年（昭和16年）1月19日、土佐沖で演習中の「夕霧」は軽巡洋艦「北上」と衝突するが、2隻とも損傷程度は軽微だった。

### 太平洋戦争前期
太平洋戦争開戦時、第三水雷戦隊（司令官橋本信太郎少将：軽巡川内、第11駆逐隊、第12駆逐隊、第19駆逐隊、第20駆逐隊〈天霧、朝霧、夕霧、狭霧〉）は馬来部隊に所属し、他部隊からの編入部隊と共に南方作戦におけるマレー作戦に従事した（馬来部隊の編成は南遣艦隊を参照）。12月24日、ボルネオ島サラワク州クチンで輸送船団を護衛していた姉妹艦「狭霧」が、オランダ潜水艦「K XVI」に撃沈された。第20駆逐隊は吹雪型3隻（天霧、朝霧、夕霧）となった。
1942年（昭和17年）1月24日、第三水雷戦隊司令官・橋本信太郎少将指揮下の輸送部隊はマレー半島シンゴラを出撃、エンダウにむかった。輸送船2隻を、護衛部隊（三水戦旗艦「川内」、第11駆逐隊、第20駆逐隊、第1掃海隊、特設掃海艇2隻）で護衛する。26日にエンドウに到着したところ、イギリス軍機による空襲に晒されて輸送船に若干の被害があった。1月27日未明、連合軍駆逐艦「サネット」と「ヴァンパイア」がエンダウに到着、泊地に停泊中の日本軍輸送船団を襲撃した。第三水雷戦隊の反撃により「サネット」は沈没、「ヴァンパイア」は損傷して戦場から避退した。
同年3月10日、日本海軍は第12駆逐隊を解隊し、12駆所属だった駆逐艦「白雲」を第20駆逐隊に編入した。第20駆逐隊は吹雪型4隻（夕霧、朝霧、天霧、白雲）となり、引き続き馬来部隊として、麾下各部隊・各艦（鳥海、由良、香椎、占守、龍驤、最上型重巡など）と共にシンガポール方面作戦、北部スマトラ攻略作戦（Ｔ作戦）、アンダマン諸島攻略作戦（Ｄ作戦）とビルマ攻略作戦（Ｕ作戦）、ベンガル湾機動作戦などに従事した。
4月初旬、南雲機動部隊のセイロン島攻撃に策応し、小沢治三郎中将指揮下の馬来部隊機動部隊はベンガル湾で通商破壊作戦を実施した。第20駆逐隊4隻は中央隊（鳥海、由良、龍驤、夕霧、朝霧）、北方隊、南方隊に区分されて行動した。作戦実施直前の4月3日0645（日本時間）、南アンダマン島のポートブレアに停泊していた機動部隊警戒部隊（第三水雷戦隊）に対し連合軍爆撃機が空襲を敢行、「夕霧」は至近弾で若干の損傷を受けた（戦闘航海に影響なし）。翌日以降、馬来部隊機動部隊はベンガル湾に進出し、4月6日の作戦で大きな戦果を挙げた。中央隊は艦砲射撃により商船3隻を撃沈している。「夕霧」は、「由良」による商船撃沈を支援した。作戦後、馬来機動部隊は燃料補給を行いつつベンガル湾を離れ、4月11日シンガポールに帰投した。同地到着前日の10日、連合艦隊は第二段作戦第一期兵力部署を発動し、第三水雷戦隊は主隊に編入された。
南方作戦が一段落すると、馬来部隊に編入されていた各部隊・各艦（第三水雷戦隊を含む）は内地に帰投した。「夕霧」は4月22日呉到着、呉工廠で修理をおこない、5月9日に完成した。
5月下旬から6月上旬のミッドウェー作戦において、第三水雷戦隊は連合艦隊司令長官・山本五十六大将と第一艦隊司令長官・高須四郎中将の戦艦部隊を護衛した。
5月29日朝、主力部隊は桂島泊地を出撃した。第20駆逐隊は高須中将指揮下の警戒部隊
に区分されており、6月4日5時に山本長官直率の主力部隊主隊と分離した。ミッドウェー海戦に敗北したあと内地にもどった三水戦は、6月下旬より奄美大島や沖縄諸島方面で対潜掃蕩に従事した。
7月下旬、第三水雷戦隊はインド洋方面通商破壊を主目的とするＢ作戦に従事するため、マレー半島西岸のメルギーに進出した。
8月7日、ガダルカナル島の戦い生起にともないＢ作戦は中止される。8月13日、第三水雷戦隊のうち「川内」と第20駆逐隊は南東方面部隊に編入された。「川内」と第20駆逐隊はマカッサルとダバオを経由して、8月23日までにトラック泊地へ進出した。既に川口支隊のガ島進出を護衛するよう命じられていた。

### ガダルカナル島の戦い
1942年（昭和17年）8月20日、第三十五旅団長・川口清健陸軍少将を指揮官とする川口支隊（歩兵第114聯隊欠）は輸送船2隻（佐渡丸、浅香丸）に分乗し、トラック泊地に到着した。三水戦のうち第11駆逐隊と第19駆逐隊は不在だったので、第三水雷戦隊司令官・橋本少将直率の5隻（川内、夕霧、朝霧、天霧、白雲）だけが川口支隊の直接護衛戦力であった。トラック泊地の打ち合わせでは川口支隊長が南方作戦での成功例を元に途中上陸と大発動艇による舟艇機動を主張したので、神重徳第八艦隊参謀と越次一雄第十七軍参謀を困惑させた。最終的には川口支隊長もガ島直行に同意した。
8月24日、第三水雷戦隊の大部分は外南洋部隊に編入される。
同日午前10時、第三水雷戦隊司令官・橋本少将が指揮する5隻（川内、夕霧、朝霧、天霧、白雲）は輸送船2隻を護衛してトラック泊地を出撃した。だが日本海軍は第二次ソロモン海戦に敗北した。

第二水雷戦隊が護衛していた一木支隊第二梯団と海軍陸戦隊の輸送船団も、空襲で被害をうけた。

日本軍の船団輸送は中止された。
健在艦はブーゲンビル島ショートランド泊地、あるいはニューブリテン島ラバウルに避退する。上級部隊の命令により、ガ島への増援輸送は駆逐艦をもって実施されることになった（鼠輸送）。
8月26日夜半、第20駆逐隊はラバウル行船団（川内、佐渡丸、浅香山丸）（川口支隊長を含む川口支隊主力部隊）と分離した。第20駆逐隊（夕霧、朝霧、天霧、白雲）は鷹松悦雄陸軍少佐が指揮する歩兵第124聯隊第2大隊（約600名）を分乗させ、ガダルカナル島へ向かう。

だが上級部隊の南東方面部隊（第十一航空艦隊）と外南洋部隊（第八艦隊）から相反する命令が出されたため、ショートランド泊地より出動予定の第24駆逐隊（海風、江風、磯風）との行動調整がうまくゆかず、第20駆逐隊はイサベル島北側を機宜行動した。
8月28日昼過、第20駆逐隊はガダルカナル島ヘンダーソン飛行場基地より発進した米軍急降下爆撃機SBDドーントレス 11機の空襲をうける。マングラム中佐が率いるVMSB-232は、喪失1機と引き換えに大戦果をあげる。
「朝霧」は轟沈。「白雲」は航行不能となり、「夕霧」も損傷した。至近弾で機関部損傷、上部構造物損傷、最大発揮速力約28ノット、第20駆逐隊司令の山田雄二大佐を含め32名が戦死、重軽傷40名と記録されている。駆逐艦「陽炎」が救援に向かい、29日昼頃に合同した。第24駆逐隊はガ島突入を中止して反転した。第一次駆逐艦輸送作戦は失敗に終わった。8月30日午前6時～7時30分までに、「陽炎」と第20駆逐隊はショートランドに到着した。
第20駆逐隊がショートランド泊地に到着する前に、第11駆逐隊と「佐渡丸」（川口支隊長）はショートランド泊地に進出していた。第20駆逐隊各艦に乗船していた陸軍側指揮官は、川口支隊長に遭難状況を報告した。川口支隊長は舟艇機動案を強硬に主張し、第二水雷戦隊の輸送計画は変更を余儀なくされた。
この件で二水戦、第八艦隊、第十七軍間で意見や認識の相違と誤認があり、さまざまな要素が重なりガ島増援部隊指揮官の更迭という事態になった。ガ島増援部隊指揮官は、二水戦司令官から三水戦司令官に交代した。
8月31日午前6時、「川内」と麾下駆逐艦はショートランドに到着し、橋本少将は田中頼三少将より増援部隊指揮官を引き継いだ。田中少将（二水戦司令官）は「夕霧」に将旗を掲げてショートランドを出発、トラック泊地に向かう。9月2日、トラック泊地に到着し、田中少将は二水戦旗艦を「夕霧」から「神通」に変更した。
9月7日、「夕霧」は連合艦隊主隊に編入された。10月1日、第20駆逐隊は解隊された。「天霧」は第八艦隊に編入される。「夕霧」と「白雲」は呉鎮守府警備駆逐艦となり、呉鎮守府部隊に編入された。10月6日、「夕霧」は呉に到着した。「神通」と「夕霧」は呉海軍工廠で修理を行う。

### 太平洋戦争中期以降
1943年（昭和18年）1月16日、「神通」は第二水雷戦隊に、「夕霧」は第八艦隊に、それぞれ編入された。1月25日、「夕霧」は呉を出発する。1月下旬より、外南洋部隊によるケ号作戦（ガダルカナル島撤収作戦）に参加した。
ただし2月1日実施の第一次撤収作戦では、エスペラント隊・カミンボ隊の双方に「夕霧」は含まれていない。
同時期、ショートランド泊地は断続的にB-17の空襲を受けており、2月1日には特設水上機母艦「神川丸」が小破した。2月2日、B-17と小型機の空襲で被弾した特設航空機運搬艦「慶洋丸」が火災をおこした。本艦と敷設艦「津軽」は「慶洋丸」の救援に従事した。
第二次撤収作戦では、「巻波」艦長・人見豊治中佐指揮下の付属隊としてショートランド泊地で待機した。
第三次撤収作戦では、外南洋部隊の兵力部署に「夕霧」は記載されていない。
ケ号作戦成功後、第三水雷戦隊司令官は橋本信太郎少将から木村昌福少将に交代、木村少将は2月14日ラバウルに到着した。またケ号作戦のため派遣されていた部隊や艦艇は原隊に復帰した。このうち第24駆逐隊の駆逐艦「江風」は、陸軍輸送船4隻のショートランド～ラバウル回航を護衛中の2月9日夜、「東運丸」と衝突した。「夕霧」と水雷艇「鴻」は「江風」救難を命じられた。「江風」は「夕霧」に護衛されてショートランド泊地に引き返し、応急修理をおこなった。11日、「江風」は駆逐艦「黒潮」に曳航されてショートランドを出発、ラバウルに向かった。
2月25日、「天霧」と「夕霧」は第11駆逐隊に編入され、この時点で11駆は定数4隻（白雪、初雪、天霧、夕霧）を回復した。夕霧はソロモン諸島での輸送任務に従事した。
3月3日、第11駆逐隊の駆逐艦「白雪」がビスマルク海海戦で沈没した。「白雪」は4月1日付で第11駆逐隊から除籍され、11駆は3隻となる。また戦時編制の改定により第一水雷戦隊と第三水雷戦隊は第一艦隊から除かれ、三水戦は制式に第八艦隊隷下となった。第八艦隊司令長官も三川軍一中将から鮫島具重中将に交代した。

外南洋部隊の駆逐艦や小型艦艇は中部ソロモン方面（ニュージョージア諸島）や東部ニューギニア方面への輸送作戦に奔走した。
4月下旬より、外南洋部隊の駆逐艦3隻（天霧、夕霧、望月）はサンタイサベル島レカタ基地への輸送を複数回実施した。5月8日には、コロンバンガラ島輸送従事中の第15駆逐隊（親潮、黒潮、陽炎）が機雷によって全滅する惨事も起きた。5月16日、ムッソウ島沖（カビエン北西12浬）で「夕霧」は米潜水艦「グレイバック」の雷撃を受け、艦首部切断の損傷を受ける。戦死者9名。「夕霧」は「天霧」に曳航され、ラバウルに移動した。7月上旬より、トラック泊地で応急修理をおこなった。
この間、第11駆逐隊司令は杉野修一大佐から山代勝守大佐に交代した。7月中旬、第11駆逐隊の駆逐艦「初雪」がショートランド泊地で空襲を受けて沈没し、10月15日付で除籍された。健在の第11駆逐隊所属艦は「天霧」のみという状態だった。
7月24日、「夕霧」と海防艦「隠岐」は輸送船団を護衛してトラック泊地を出発する。
8月1日、「夕霧」と「隠岐」は横須賀に到着した。「夕霧」は8月5日に横須賀を出発、8月7日呉に到着した。呉海軍工廠で修理をおこなう。11月9日、呉を出撃した。13日にサイパン島到着。翌日出発し、15日トラック泊地到着。翌日出発し、18日ラバウルに到着した。さっそく第三水雷戦隊所属各艦で合同訓練を行ったあと、夕霧はブカ島輸送に従事した。
11月21日、第31駆逐隊司令・香川清登大佐を指揮官とする第一次ブカ島輸送作戦が実施された。作戦は警戒隊（大波、巻波）、輸送隊（第11駆逐隊〈天霧、夕霧〉、第30駆逐隊〈卯月〉）の駆逐艦5隻で行われた。同日13時30分にラバウルを出撃し、夜間にブカ島へ到着する。22日朝、ラバウルに帰投した。
11月24日、第一次と同じ編成で、第二次ブカ島輸送が行われる。輸送成功後の帰途、日本軍輸送部隊はセント・ジョージ岬沖でアーレイ・バーク大佐指揮下の米駆逐艦5隻に襲撃され、夜間水上戦闘になる。最初に警戒隊の「大波」と「巻波」が被雷・被弾して沈没した。「夕霧」は魚雷9本を発射したが命中せず、集中砲火を浴びて25日午前1時30分ころ沈没した。
アメリカ側記録によれば、バーク隊は日本側警戒隊2隻を葬ったあと北方へ退避する「敵艦3隻」をレーダーで探知、追跡して「最大に見えた艦」を捕捉すると砲撃により撃沈した。これが「夕霧」であった。南東方面部隊指揮官・草鹿任一中将は伊177潜水艦と伊181潜水艦に遭難艦の救助を命じる。伊177は夕霧乗員と便乗者計278名を救助した。伊181は遭難者11名を救助した。ブーゲンビル島やブカ島に対する駆逐艦輸送はこの敗戦をもって打ち切られ、あとは小舟艇や潜水艦輸送に頼らざるを得なくなった。
12月15日、第11駆逐隊は解隊された。同日付で、夕霧は帝国駆逐艦籍、初雪型駆逐艦から除籍された。

## 歴代艦長
※『艦長たちの軍艦史』282-283頁、『日本海軍史』第9巻・第10巻の「将官履歴」による。階級は就任時のもの。

### 艤装員長
- 神山徳平 中佐：1930年8月1日 - 1930年10月18日[242]

### 艦長
- 神山徳平 中佐：1930年10月18日[242] - 1931年11月2日[243]
- 大森仙太郎 中佐：1931年11月2日 - 1932年12月1日
- 久宗米次郎 中佐：1932年12月1日 - 1933年11月15日
- 成田忠良 中佐：1933年11月15日[244] - 1936年2月15日[245]
- 小川莚喜 少佐：1936年2月15日 - 1936年6月15日
- 小西要人 中佐：1936年6月15日 - 1936年12月1日
- 清水利夫 中佐：1936年12月1日 - 1937年12月1日
- 山田勇助 中佐：1937年12月1日 - 1938年12月15日
- 福岡徳治郎 中佐：1938年12月15日 - 1939年11月1日
- 隈部伝 少佐：1939年11月1日 - 1941年4月1日[246]
- 本倉正義 少佐：1941年4月1日 -
- 前川二三郎 少佐：1942年9月3日 -
- 尾辻秀一[注釈 21] 少佐：1943年10月25日 - 11月25日戦死